# Val-de-Livenne
Val-de-Livenne é uma comuna francesa na região administrativa da Nova Aquitânia, no departamento da Gironda. Estende-se por uma área de 37.40 km². Em 2010 a comuna tinha 1 779 habitantes (densidade: 47,6 hab./km²).
Foi criada em 1 de janeiro de 2019, a partir da fusão das antigas comunas de Saint-Caprais-de-Blaye (sede da comuna) e Marcillac.